# Guillaume Noellet
Guillaume Noellet (Angoumois, 1340 – Avignone, 4 luglio 1394) è stato un cardinale francese.

## Biografia
Il suo cognome è stato talvolta italianizzato in Novelletti o Noelletti. Nacque verso il 1340 ad Angoumois, nella diocesi di Angoulême. Avviato fin da giovane alla carriera ecclesiastica, studiò alla Università di Tolosa, dove ricevette il dottorato in legge nel 1365. Tra i suoi docenti vi fu Guy de Malesec, futuro cardinale, mentre il suo condiscepolo Guillaume d'Aigrefeuille il Giovane, anch'egli futuro cardinale, gli conferì le insegne magistrali.
Verso il 1360 divenne canonico del capitolo della cattedrale di Bayeux; in seguito entrò al servizio della casa del cardinale Pierre Roger de Beaufort, futuro papa Gregorio XI. Fu poi auditore del Tribunale della Rota Romana. Fu poi inviato come nunzio a Costantinopoli per cercare un riavvicinamento che portasse alla riunione tra la Chiesa Orientale e la Chiesa Occidentale, ma abbandonò definitivamente la missione il 1º agosto 1366. Fu poi arcidiacono del capitolo della cattedrale di Chartres e, in seguito, fu nominato referendario da papa Gregorio XI.
Fu creato cardinale diacono di Sant'Angelo in Pescheria nel concistoro del 30 maggio 1371. Fu nominato legato a Bologna nel novembre 1373, ma fu prima imprigionato e poi espulso dai bolognesi nel 1375; ritornò quindi ad Avignone nell'aprile 1376. In precedenza, nel 1374 era stato nominato vicario di Roma e di molti altri territori italiani dipendenti dal papato, mantenendo la propria residenza a Bologna; mantenne la sua funzione dal 1374 fino alla rivolta dei bolognesi del 1376. Nel 1374 divenne anche arcidiacono di Suffolk. 
Assieme ad altri cardinali fu incaricato dal papa di esaminare gli errori di Pietro Bonageta e di Raimondo Neofito; al termine del processo i due furono condannati. Accompagnò papa Gregorio XI nel suo viaggio di ritorno da Avignone a Roma nel settembre del 1376; dopo la morte del papa, fu suo esecutore testamentario. Partecipò al conclave dell'aprile 1378, che elesse papa Urbano VI. Partecipò al conclave del settembre 1378, che elesse l'antipapa Clemente VII e iniziò lo scisma d'Occidente. Ritornò ad Avignone nel maggio-giugno del 1379 al seguito dell'antipapa.
Morì il 4 luglio 1394 ad Avignone.